# Vagos e Santo António
Vagos e Santo António (oficialmente, União das Freguesias de Vagos e Santo António) é uma freguesia portuguesa do município de Vagos, com 31,32 km² de área e 6340 habitantes (censo de 2021). A sua densidade populacional é 202,4 hab./km².

## História
Foi criada aquando da reorganização administrativa de 2012/2013, resultando da agregação das antigas freguesias de Vagos e Santo António de Vagos.

## Demografia
A população registada nos censos foi:
| Distribuição da População por Grupos Etários | Distribuição da População por Grupos Etários | Distribuição da População por Grupos Etários | Distribuição da População por Grupos Etários | Distribuição da População por Grupos Etários | Distribuição da População por Grupos Etários |
| -------------------------------------------- | -------------------------------------------- | -------------------------------------------- | -------------------------------------------- | -------------------------------------------- | -------------------------------------------- |
| Antes da agregação                           |                                              |                                              |                                              |                                              |                                              |
| Ano                                          | 0-14 anos                                    | 15-24 anos                                   | 25-64 anos                                   | >= 65 anos                                   | Total                                        |
| 2001                                         | 939                                          | 846                                          | 3144                                         | 854                                          | 5783                                         |
| 2011                                         | 974                                          | 701                                          | 3534                                         | 1150                                         | 6359                                         |
| Após a agregação                             |                                              |                                              |                                              |                                              |                                              |
| Ano                                          | 0-14 anos                                    | 15-24 anos                                   | 25-64 anos                                   | >= 65 anos                                   | Total                                        |
| 2021                                         | 858                                          | 691                                          | 3361                                         | 1430                                         | 6340                                         |